# アエギュプトゥスのキリスト教化

ローマ帝国アエギュプトゥス属州

アエギュプトゥスのキリスト教化（アエギュプトゥスのキリストきょうか）は、ローマ帝国支配下のエジプト（アエギュプトゥス属州）のキリスト教化について説明する。
古代エジプトでは古代エジプト古来の宗教が信仰されていたが、ギリシャ人・ローマ人の支配を経てエジプト固有の風土は薄れ、大きく変貌することとなった。また、帝国全体にわたってキリスト教ではない異教の神殿の閉鎖を命じられ、古代エジプトの宗教は瀕死の状態になる。その一方4世紀を通じてキリスト教は地位を高め、異教の信者は減り、390年に皇帝テオドシウス1世の命により国教となったキリスト教以外の異教を禁じられた。これら一連の動きを経て、アエギュプトゥスはキリスト教化されるに至った。

## キリスト教化

### ローマの支配
「古代エジプト」と呼ばれた地域は、マケドニアなど度重なる異民族支配に続いて、1世紀頃には強大な勢力を持っていた。完全に、穀物を中心とした富を供給し、古代ローマ人の「パンとサーカス」を支えることとなる。それにより、エジプト人もローマ市民権を得る。属州の富を基盤とした商業は停滞していった。
その後、ローマ帝国は恒常的に複数の皇帝に分割されるようになり、この間、エジプトでは新たな宗教キリスト教が普及し、社会の中核を占めるようになっていった。
アエギュプトゥスに暮らすユダヤ教徒。その東地中海に住み当時の知識人階級であったエジプト文明の系譜を嗣ぐ民族であり、古代エジプトの宗教を信仰していたエジプト人であったが、その中でも特にエジプト下層階級の人々は、ローマ帝国の厳しい圧政によってのそんな中でのキリスト教の浸透であった。
「アレクサンドリア教会」が成立し、キリスト教の五大総主教座にまで発展することとなった。コプトとはエジプトの別名で、「コプト正教会」 と同起源の名称である。

### 古来の宗教との共存

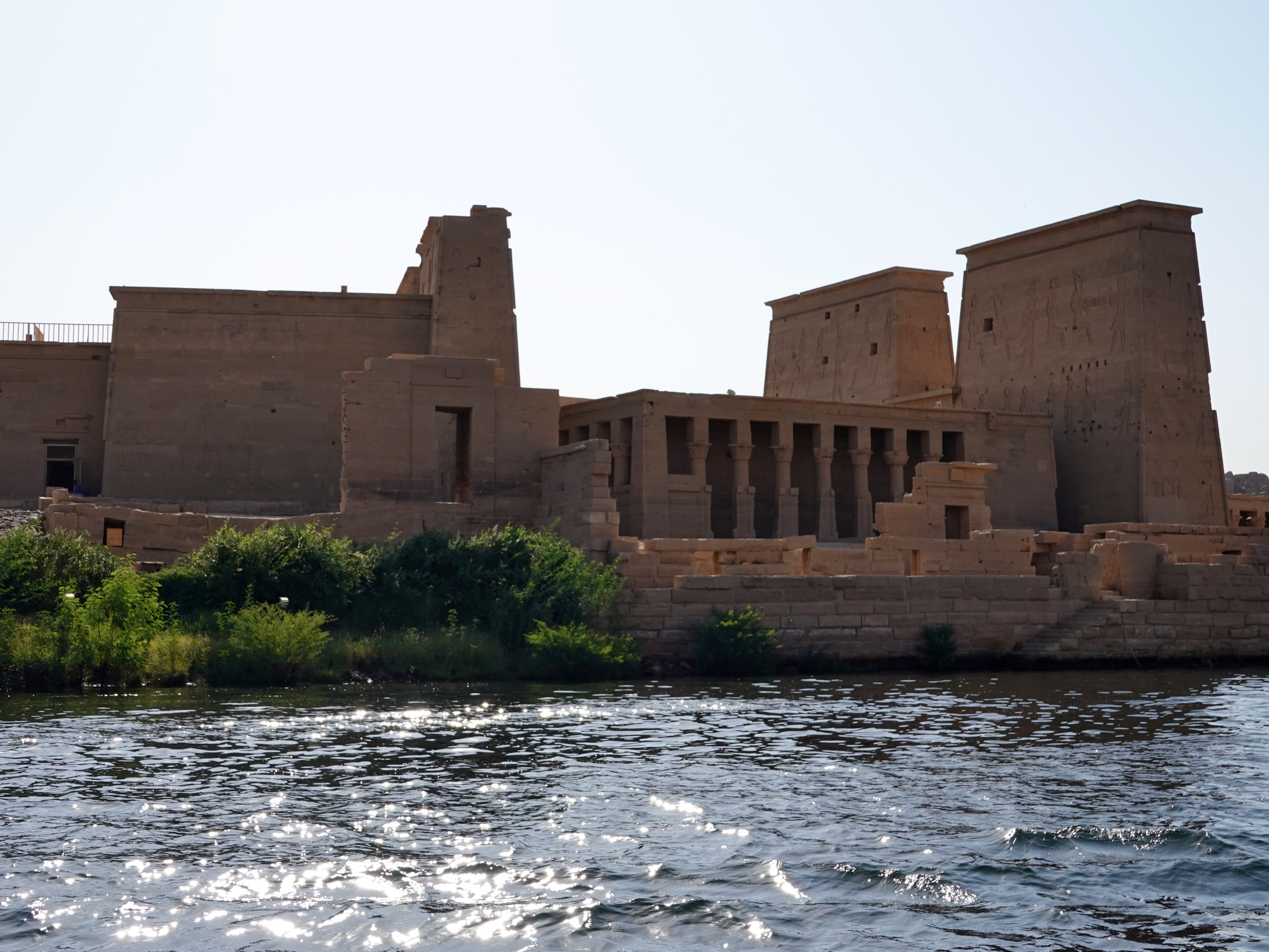
フィラエ神殿

後にキリスト教に改宗することとなるローマ皇帝と共同皇帝・リキニウスの「ミラノ勅令」を発した。キリスト教ではない（ローマ神話、ギリシア神話、ユダヤ教、ミトラ教など）。
4世紀を通じてキリスト教は地位を高め、その他の宗教（ローマ神話、ギリシア神話、ユダヤ教、ミトラ教など）の信者は減っていき、テオドシウス1世の命によりアスワンに残るイシス神殿に残る4世紀頃の古代エジプトの神々に対する一部の人々（旧エジプト貴族の家柄、ヌビア人など）によってされた。また、その他の神々が信仰された。
また、この頃にはプトレマイオス朝時代に作られたアレクサンドリア図書館は、財政破綻のため規模を縮小し、その蔵書や重要性もかつてのように高くはなくなった。後に、本館は暴動のさなかに掠奪・破壊され、その姉妹館であった付属のセラペウムは、かつての遺構や重要性は、キリスト教から見る『異教』という名目で根絶やしにされる。
それに代わり、アレクサンドリアには、『アレクサンドリアのキリスト教図書館』が作られ、そこでは主にキリスト教神学的な議論が交わされ、蔵書された。またするにつれ、ヘレニズム時代の大図書館（アレクサンドリア図書館、アンティオキアの図書館など）など東地中海に多く残る。そんな中で、古代ギリシア・ヘレニズム的な観点を吸収しながら、キリスト教は大きく変貌し、成長する。

### 東ローマ時代
この時、エジプトのテーベ（現ルクソール）に存在し、最も格式高い神殿であった、イシス崇拝を存続させていたナイル川第一瀑布のフィラエ島のフィラエ神殿での伝統的な礼拝は、異教弾圧のなることとなり、当時の反異教徒の迫害にもかかわらず、少なくとも5世紀に生き残り、キリスト教と共存していた。キリスト教化される頃の最初の司祭はマセドニオスで、神殿に保管されている神聖なハヤブサを殺したと伝説が語るが、現代の専門家はこの記述の歴史を疑問視することが多い。少なくとも、5世紀半ばまでに異教の神殿と共にキリスト教の教会が存在し、共存していた。
その後、ローマ帝国のもとでの不可侵のフィラエ島のユスティニアヌス1世の閉鎖までそのこととなる。 395年1月、ローマ帝国が東西分裂し、アエギュプトゥスはその内の東方領土、即ち東ローマ帝国（ビザンティン帝国）の領土となった。
その後、古代ローマ帝国の分割後は東ローマ帝国に属し、豊かな穀物生産でその繁栄を支えた。また、キリスト教の浸透とともに独自のコプト正教会が生まれた。その一方で、東ローマ帝国の治下約100年間にわたって古代エジプトの宗教は存続した。

#### 異教の禁止

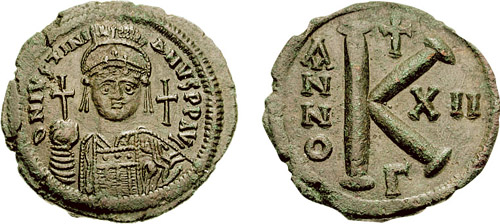
東ローマ皇帝。それと同様に、キリスト教第一主義が採られた。

しかし、世俗政治と同様に皇帝の教会政策でも専制君主の片鱗が垣間見えることとなる東ローマ帝国の皇帝、ユスティニアヌス1世はキリスト教以外の異教の強硬な弾圧を推し進め、その一環としてエジプトの宗教の神殿の閉鎖命令が出された。遂に、最後の古代宗教の抵抗集団であったアスワンのイシス神殿、古代エジプトの遺風はついに失われることとなった。
それに伴う独自の文化、古代エジプトの神々や文字、歴代ファラオが築き上げた歴史、エジプトの砂漠の中に多くの神殿は、キリスト教などに転用した。また、フィラエ神殿は古代エジプトの宗教の中心地ではなくキリスト教の中心地としての重要性を保持することとなり、その神殿のうち5つは教会に転用されることとなった。その内のイシス神殿は聖ステファノス教会に奉献された。その過程で、多くの神像は聖母マリア（イシス神像からの転用が多かった）やイエス・キリストの像に転用されるか、破棄されるかの運命を辿った。
また、その他にも、古代エジプトの文化と宗教を守り継いだ民族のうち、唯一ヌビアのみがその信仰を後世に伝えたのであった。

#### 不安定な支配
このころのアエギュプトゥスの地は、神学論争の中心地でもあった。その後、これによって、プトレマイオス朝エジプト王国の秀でた系譜のこることとなった。しかし、哲学・思想の系譜を引き継ぐこととなる。そして、この学問の系譜はイスラームのであった。
451年のカルケドン公会議でキリスト単性論が異端とされ、単性論の一種と見なされた合性論を支持して議決を誤解・不服であると主張したエジプト・アルメニア・シリアなどの各正教会が大規模に東ローマ帝国の国教会（カルケドン派、後のギリシャ正教）から分立し、非カルケドン派正教会を形成した。

## その後
その後は、キリスト単性論者が堂々と考えを主張するようになるなど、支配半分裂状態となった。しかも、そこには敵が控えており、それが正統カリフの王国であった。攻撃を繰り返して遂に東に追い詰め、遂に落させて入城し、東ローマ兵をギリシアへと引き上げさせることに成功した。7世紀以降のイスラーム化を経てエジプト固有の風土は薄れ、大きく変貌することとなった。その時代の主な首都はテーベでもなくアレクサンドリアでもなくカイロだった。
後にイスラーム王朝であるファーティマ朝、トゥールーン朝、アイユーブ朝、マムルーク朝の中心地としての役割をアエギュプトゥスは果たし、15世紀にはエジプトはオスマン帝国の支配下に入った。